# Aqtöbe
Aqtöbe (Kazachs: Ақтөбе, Aqtöbe; Russisch: Актобе, Aktobe) is een - met district gelijkgestelde - stad gelegen aan de rivier de Elek (Елек) in Kazachstan. Het is tevens de hoofdstad van de oblast Aqtöbe. Voor de perestrojka was het deels een Duitse gemeenschap. De naam Aqtöbe komt van het Kazachs "ақ", dat wit betekent en "төбе", dat berg betekent. Dit verwijst naar het gebergte waarin de stad in de 19e eeuw was gevestigd. In de stad is ook een luchthaven gevestigd, de gelijknamige luchthaven Aqtöbe. 
De stad telt 430.000 inwoners, waarvan 76% Kazachen en 15% Russen.

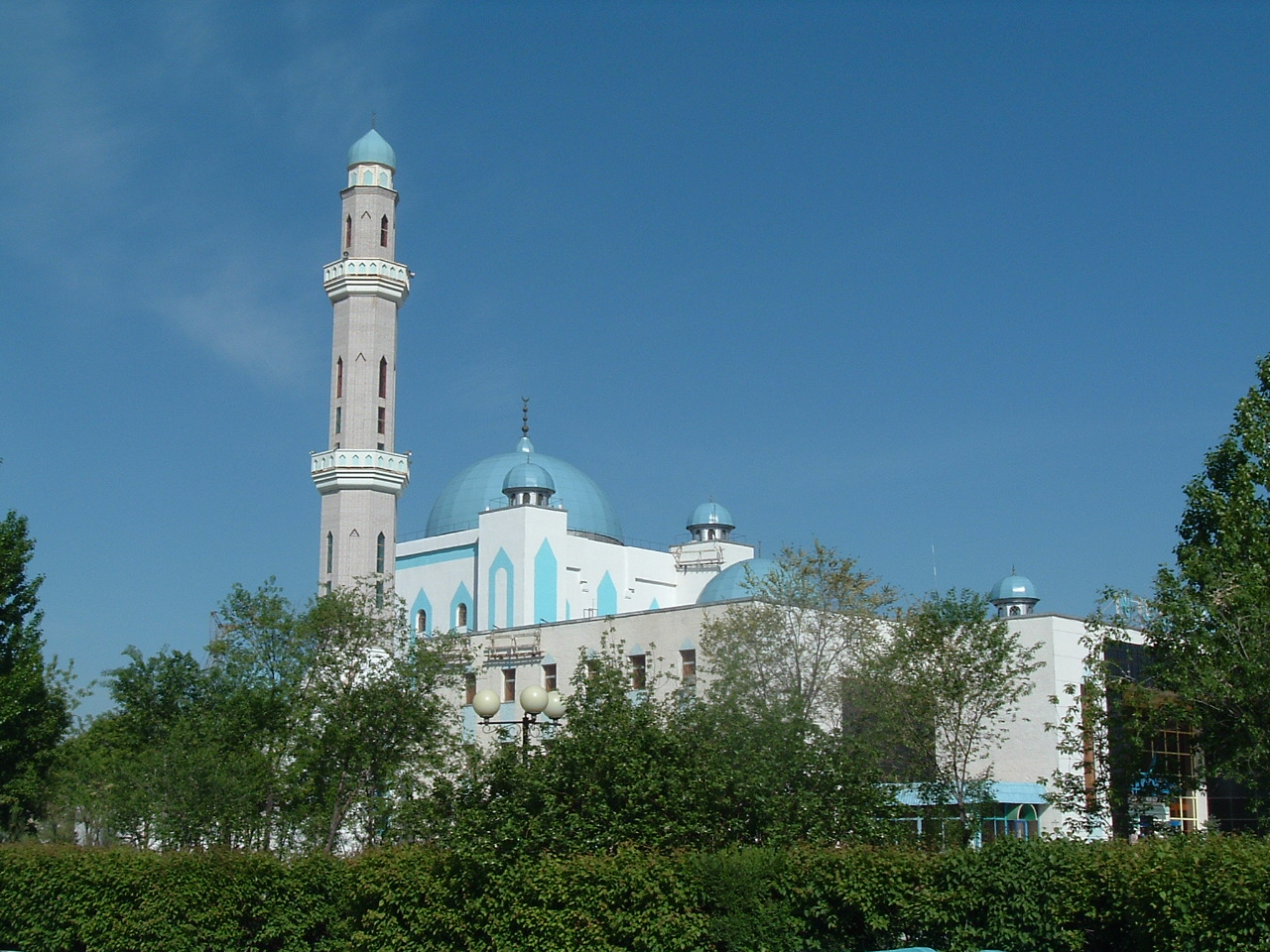
Nurdaulet moskee

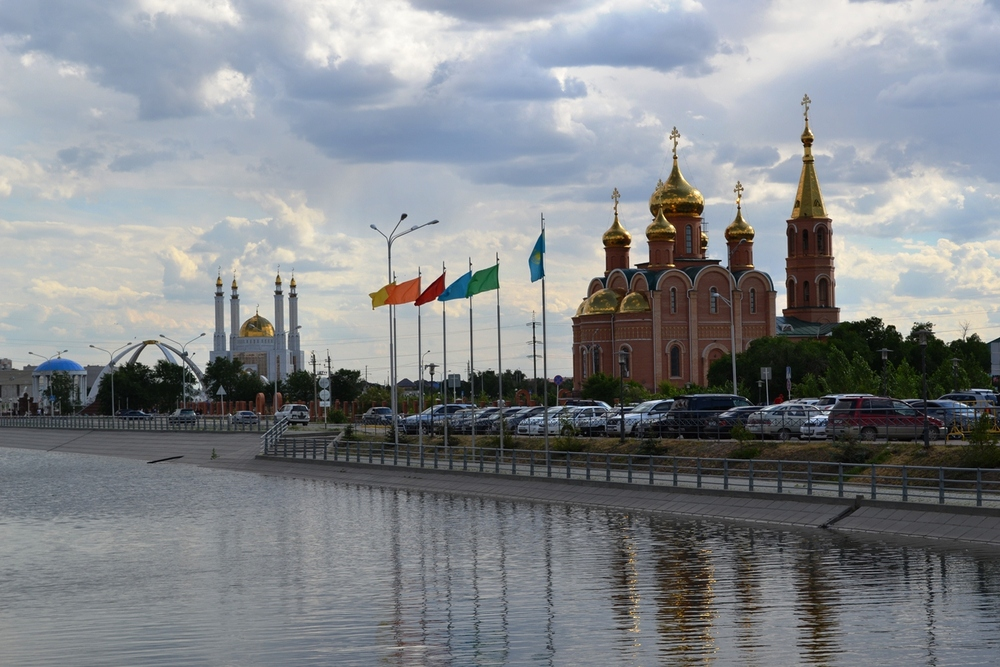
St. Nikolaas-kathedraal en de Nurgasyr-moskee

## Geografie
Aqtöbe ligt in het noordwesten van Kazachstan ongeveer 100 km van de grens met Rusland. Het is de hoofdstad van het gelijknamige district en is gelegen aan de linkeroever van de Ilekrivier, op de plaats waar de Kargala in de Ilek uitmondt. Het gebied rond de stad is een vrij vlak steppelandschap, met wat lage heuvels in het noordoosten.

### Klimaat
Er is sprake van een koud steppeklimaat. De maximumtemperatuur overdag ligt in januari bij ongeveer -9°C, in juli rond 30°C. De neerslag bedraagt gemiddeld 300 millimeter per jaar; juni is de natste maand met 33 mm maar de verschillen tussen de maanden onderling zijn niet groot.

## Geschiedenis
De regio is belangrijk in de geschiedenis van de Kazachse "kleine horde". Krijgsheer Eset Batyr begon zijn campagnes tegen de Dzjoengaren vanuit dit gebied. Zijn mausoleum staat 35 kilometer ten zuiden van Aqtöbe. Abulkhair Khan (1693–1748) had zijn basis ook in deze streek.
Aqtöbe  werd in 1869 gesticht als een militair fort met een garnizoen van 300 man, de Russische naam was Aktjubinsk. Vanaf toen begonnen Slavische immigranten zich als boeren te vestigen en ontstonden buurtschappen rondom het fort. In 1891 werden de stad met ommelanden bij de Oblast Toergaj gevoegd. De plaats begon snel te groeien, in 1889 waren er 2600 inwoners, in 1909 was dat verviervoudigd tot 10.700 geregistreerde inwoners. De plaats kreeg kenmerken van een stad, met twee kerken, een seminarie, een moskee, een kliniek, een bank en postkantoor, en twee fabrieken. In 1901 kwam de trans-Aral-spoorweg door de stad te liggen. 
Hierdoor werd Aktjubinsk een plaats van strategisch belang, waar in de Russische Burgeroorlog na de Oktoberrevolutie veel werd gevochten tussen het Rode leger en de Witten. De Kazachse en Russische inwoners van Aktjubinsk verleenden actieve steun aan beide partijen in het conflict.
Op 10 september 1919 werd de stad ingenomen door het 5e rode leger na een gevecht van acht dagen. 20.000 man van de troepen van Koltsjak werden gevangen genomen, en het oosten van de stad werd bezet. Van hieruit konden de bolsjewieken de spoorweg naar Tasjkent controleren.
Vanwege de nabijgelegen ertslagen vestigden er zich metaalbedrijven gericht op de productie van ijzer en chroom. Door de expansie van deze ondernemingen in de Tweede Wereldoorlog groeide de stad snel. Tijdens de oorlog was er ook het krijgsgevangenenkamp nr. 222 voor Duitse soldaten gevestigd. Een gedenkkruis voor de doden van het kamp staat bij het stadsdeel Kirpitschny.
In de jaren 1960 realiseerden de Sovjet-autoriteiten een flinke uitbreiding van de stad, er kwamen onder andere een stadscentrum en een sportstadion. Na de onafhankelijkheid van Kazachstan in 1991 veranderden de plaatselijke omstandigheden. Oude zware industrieën namen in betekenis af. De stad nam in omvang toe door verhuizingen van Kazachen vanuit het omliggende platteland. In 1999 werd de naam veranderd van Aktjubinsk in Aktöbe bij presidentieel decreet, als onderdeel van een landelijk streven om de Kazachse taal te promoten.
Op 5 juni 2016 vond in de stad een terroristische aanslag plaats op twee wapenwinkels en op een post van de Kazachse Nationale Garde. Daarbij werden 17 personen gedood, inclusief 11 aanvallers; ook waren er een aantal gewonden.

## Bevolking
In Aqtöbe woonden in 2019 ongeveer 429.500 inwoners. De bevolking bestaat voor 76% uit Kazachen, voor 15% uit Russen, 2,5% Oekraïners en 1,5% Tataren.

## Cultuur en bezienswaardigheden

### Gebouwen

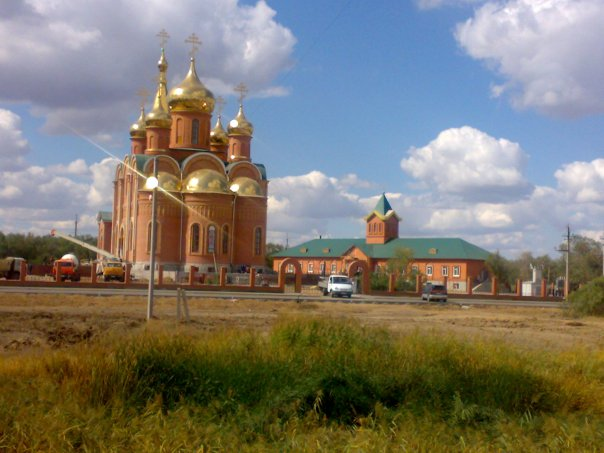
De Nikolaas-Kathedraal

De twee bekendste bouwwerken van de stad zijn de Nurgasyr-moskee en de Russisch-Orthodoxe Nikolaas-Kathedraal. Beide gebouwen werden tussen 2006 en 2008 in het stadspark gerealiseerd. Bij het 140-jarig bestaan van de stad in 2009 werd een boulevard ingewijd, die tussen de moskee en de kathedraal ligt. De Nurdaulet-moskee is de tweede (oudere) moskee.

### Sport
Aqtöbe FK is een succesvolle voetbalclub die sinds de onafhankelijkheid in de Premjer-Liga speelt. Van 2005 t/m 2013 werden ze vijfmaal landskampioen. De thuiswedstrijden worden in het plaatselijk stadion gespeeld.

## Economie en infrastructuur

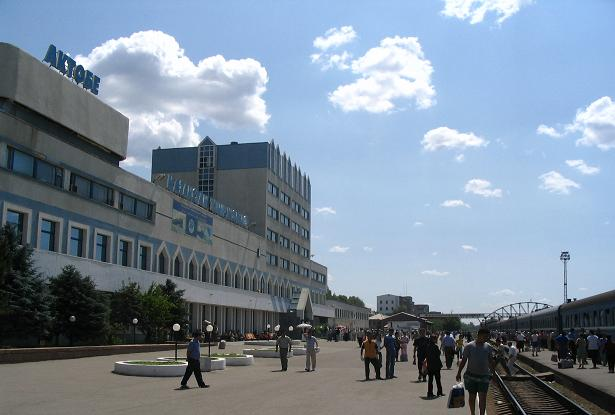
Treinstation van Aqtöbe

### Economie
Na de onafhankelijkheid heeft Aqtöbe zich tot een centrum van de aardolie-industrie ontwikkeld. Er zijn een zestal olieconcerns gevestigd, die een aantal deels grote olievelden in de oblast exploiteren.  Hier heeft zich onder andere de China National Petroleum Corporation met een dochteronderneming gevestigd. Dienstverlenende bedrijven zijn gevolgd. Internationale ondernemingen als Zenner International (fabrikant van water- en warmtemeters) hebben zich gevestigd. In de regio wordt ook chroomerts gewonnen.

### Infrastructuur

#### Vliegveld
De stad beschikt over een internationale luchthaven, IATA-Code AKX. Er is een vliegverbinding met Nur-Sultan en Almaty in Kazachstan. Internationale Verbindingen zijn er met Moskou en Antalya.

#### Autowegen
De M32 die het westen van het land met het zuiden verbindt, verloopt door Aqtöbe. De naar Atyrau aan de Kaspische zee gaande A27 begint in de stad. Hier beginnen ook de A24 en A25 die naar het noorden (Rusland) gaan.

#### Spoorweg
Het station van Aqtöbe ligt aan de belangrijke Trans-Aral-spoorweg, die van het Russische Orenburg naar Tasjkent in Oezbekistan verloopt.

### Onderwijs
Aqtöbe beschikt over een universiteit, een medische hogeschool, een pedagogische hogeschool en een vliegschool.